# Lionel Tertis
Lionel Tertis (29 décembre 1876 - 22 février 1975) est un altiste anglais, un des premiers interprètes d'alto à atteindre une notoriété internationale.

## Biographie
Tertis naît à Hartlepool, en Angleterre, et étudie d'abord le violon à Leipzig et à la Royal Academy of Music de Londres. Il y est l'élève d'Alexander Mackenzie qui l'encourage à se consacrer à l'alto. Écoutant également les conseils d'Oskar Nedbal (altiste et compositeur), il renonce au violon et devient un des plus célèbres altistes de son temps, parcourant l'Europe et les États-Unis comme soliste. Des compositeurs tels qu'Arnold Bax ou Franck Bridge écrivent dès lors des pièces spécialement pour lui.
En 1906, Tertis remplace temporairement Oskar Nedbal  dans le Quatuor bohémien.
Tertis joue un alto particulièrement large dans le but d'obtenir un son spécialement riche de son instrument. Il a également arrangé plusieurs pièces pour son instrument non destinées à l'origine pour l'alto, tel que le concerto pour violoncelle d'Edward Elgar.
Tertis est l'auteur de plusieurs publications sur la manière de jouer d'un instrument à corde, en particulier l'alto bien évidemment, et sur sa propre vie. Parmi ses publications, Cinderella No More et My Viola and I sont certainement les plus connues.
Tertis meurt à Wimbledon le 22 février 1975.

## Hommage
Un prix Lionel Tertis a été créé en son honneur en 1980.

## Livres
- Lionel Tertis, My Viola and I: A Complete Autobiography. Elek Books Limited, Londres 1974.